# Pholeomyia fasciventris
Pholeomyia fasciventris är en tvåvingeart som först beskrevs av Becker 1907.  Pholeomyia fasciventris ingår i släktet Pholeomyia och familjen sprickflugor.
Artens utbredningsområde är Bolivia. Inga underarter finns listade i Catalogue of Life.